# Менде, Карл Иванович
Карл Иванович Менде (1793—1878) — российский военный врач,  доктор медицины и благотворитель, действительный тайный советник.

## Биография
В службе и классном чине с 1812 года после окончания Императорской медико-хирургической академии,  определён на службу  военным врачом по военно-морскому ведомству.
В 1842 году произведён в действительные статские советники. С 1844 года генерал-штаб-доктор и директор Медицинского департамента Военно-морского ведомства. В 1855 году  произведён в тайные советники.
С 1856 год  член Медицинского совета и почётный член Военно-медицинского учёного комитета. В 1874 году произведён в действительные тайные советники.
22 января (3 февраля) 1874 года Высочайше было утверждено положение о стипендии Карла Ивановича Менде для слушательниц-акушерок Особого женского курса ИМХА, который для этой цели выделил пять тысяч пятьсот рублей в фонд Императорской медико-хирургической академии.
Умер 10 октября 1878 года в Санкт-Петербурге.

## Награды
Был награждён всеми российскими орденами вплоть до ордена Белого орла с мечами пожалованного ему в 1865 году.